# Бавлены
Бавле́ны — посёлок в Кольчугинском районе Владимирской области России. Центр Бавленского сельского поселения.

## География
Расположен в 18 км на северо-восток от города Кольчугино. Железнодорожная станция на линии Александров — Иваново Северной железной дороги.

## История
Возник при железнодорожной станции на открытой в 1893 году линии Александров — Юрьев-Польский в 1 км от известного с начала XV века села Бавлены.
В 1930 году у станции началось строительство центральной усадьбы Александровского зерносовхоза и машинно-тракторной мастерской. В 1933-1936 годах по контрактам работала группа квалифицированных механиков, водителей, трактористов из США, всего 70 человек, в большинстве своём родившихся в России, но эмигрировавших в США перед Первой мировой войной. В середине 1930-х годов в посёлке проживали около 250 человек, работали школа, клуб, был заложен парк. В 1935 году создан учебно-производственный комбинат для подготовки трактористов-комбайнеров, впоследствии ставший профтехучилищем.
1 октября 1940 года машинно-тракторная мастерская была преобразована в Бавленский мотороремонтный завод. В годы Великой Отечественной войны предприятие выполняло заказы наркомата обороны, из-под Москвы на Бавленский завод приходили для починки тракторы-тягачи, бронетранспортёры.
В связи с последующей переориентацией завода на выпуск разнообразной продукции завод в 1944 году был переименован в Бавленский механический (БМЗ), а в 1959 году — в Бавленский электромеханический (БЭМЗ). В 1993 году завод акционировался и получил название ОАО «Бавленский завод „Электродвигатель“», с 2010 года — ОАО «ГМС Бытовые насосы». Большую известность предприятию принесли выпускаемые с советских времён бытовые вибрационные насосы «Малыш», популярные среди садоводов, дачников и хозяев частных владений.
С 1962 года по 2004 год Бавлены обладали статусом посёлка городского типа. В 1976 году в посёлке появилась музыкальная школа, в 1985 году на её базе открылась школа искусств. При ней был образован самодеятельный духовой оркестр, неоднократно становившийся лауреатом различных музыкальных конкурсов, в том числе международных. В 1992 году оркестру присвоено звание «образцового».

## Население
| 1926  | 1970  | 1979  | 1989  | 2002  | 2010  | 2013  |
| ----- | ----- | ----- | ----- | ----- | ----- | ----- |
| 39    | ↗3386 | ↗3669 | ↘3413 | ↘3284 | ↘2540 | ↗2698 |
| 2021  |       |       |       |       |       |       |
| ↗2900 |       |       |       |       |       |       |

## Инфраструктура
В посёлке имеются Бавленская средняя школа имени Героя Советского Союза Рачкова П.А., детский сад № 18, дом культуры, поликлиника, отделение почтовой связи.

## Экономика
- ОАО «ГМС Бытовые насосы» (завод «Электродвигатель»), в настоящее время закрыт.
- АО «Бавленский электромеханический завод» (АО «БЭЗ»), образовано в 2010 году на площадях завода «Электродвигатель».
- ООО «Строительные инновации» — завод по производству фибролитовых плит под маркой Green Board.

## Транспорт
В посёлке расположена станция Северной железной дороги, через которую проходит пригородный поезд Александров I — Иваново (1 пара в день). Пассажирские поезда Москва — Иваново и Москва — Кинешма остановок в Бавленах не имеют.
Пригородный автобусный маршрут № 105 связывает Бавлены с районным центром Кольчугино. У поворота на Бавлены делают остановку автобусы Москва — Юрьев-Польский.

## Достопримечательности
- Памятник бавленцам, погибшим на фронтах Великой Отечественной войны открыт 9 мая 1984 года.
- В селе Бавлены в 1 км от одноимённого посёлка расположена Богоявленская церковь, построенная в 1810 году на месте старой деревянной церкви начала XV века[11].